# Cabourg
Cabourg är en kommun i departementet Calvados i regionen Normandie i norra Frankrike. Kommunen ligger i kantonen Cabourg som ligger i arrondissementet Caen. År 2022 hade Cabourg 3 654 invånare.

## Cabourg i media
I Cabourg utspelas delar av Marcel Prousts romansvit På spaning efter den tid som flytt. Proust kallar dock i böckerna badorten för "Balbec".

## Befolkningsutveckling
Antalet invånare i kommunen Cabourg
Referens: INSEE

## Vänorter
Cabourg har följande vänorter:
- Atlantic City, USA
- Bad Homburg, Tyskland
- Bromont, Kanada
- Chur, Schweiz
- Jūrmala, Lettland
- Mayrhofen, Österrike
- Mondorf-les-Bains, Luxemburg
- Oussouye, Senegal
- Salcombe, Storbritannien
- Spa, Belgien
- Terracina, Italien

## Galleri

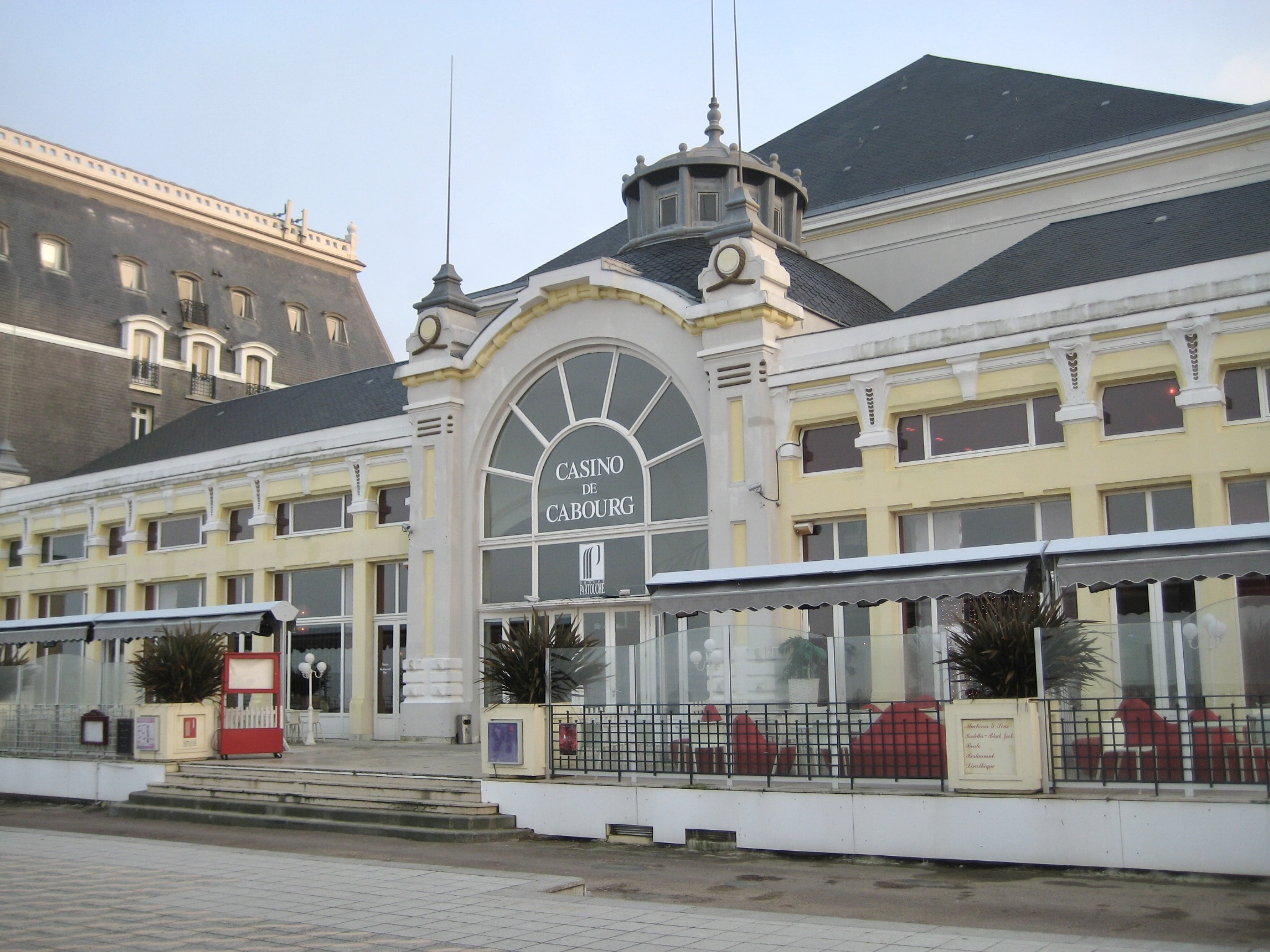
Kasinot
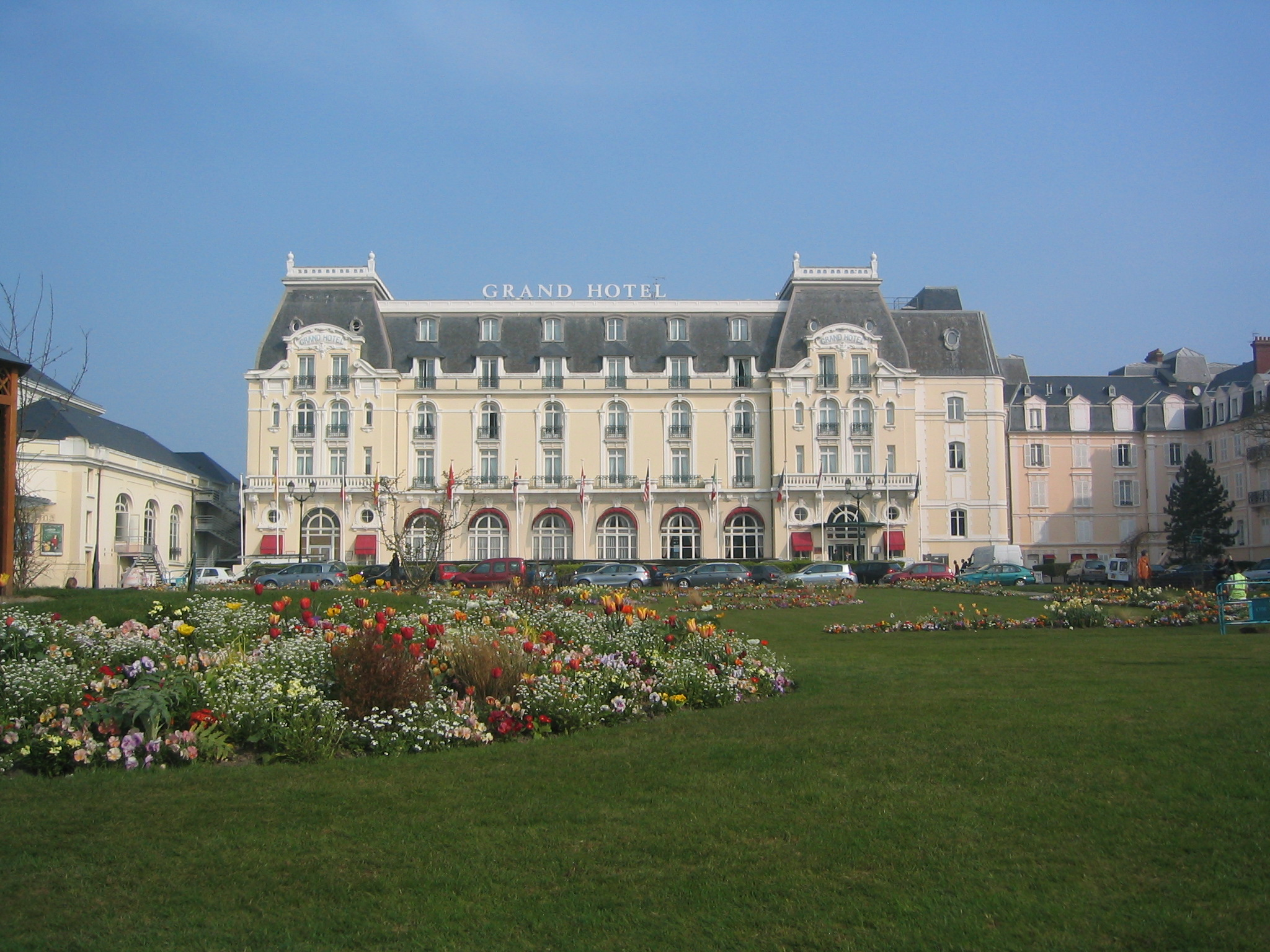
Stora hotellet